# Phegomyia fagicola
Phegomyia fagicola är en tvåvingeart som först beskrevs av Jean-Jacques Kieffer 1901.  Phegomyia fagicola ingår i släktet Phegomyia och familjen gallmyggor. Inga underarter finns listade i Catalogue of Life.